# Isaac Albalia
Isaac ben Baruc Albalia (hebreo: יִצְחָק בֶּן בָּרוּךְ אַלבּאליה, Córdoba, 1035-Granada, 1094) era un matemático, astrónomo, astrólogo y talmudista judío andalusí; gran poeta y retórico según Moses ibn Ezra. Era abuelo de Abraham ibn Daud.

## Biografía
Procedía de una antigua familia aristocrática. Instruido primero por un judío de Périgord, fue luego a la academia de Lucena donde se hizo muy amigo de Me'ir ibn Migash, padre de Joseph ibn Migash. Semuel ibn Nagrella, visir de la Granada zirí, quien sabedor de su nivel intelectual le facilitó medios para tener una biblioteca para sus estudios. A la muerte de Samuel en 1056, su hijo José de la misma edad que Isaac, prosiguieron la amistad y el mecenazgo. Con treinta años comenzó a escribir su gran obra, inconclusa, “"Quppat ha-Rokhelim"” ("La tienda del mercader"), donde comenta algunos de los pasajes más difíciles del Talmud; escribió otra obra sobre los principios del calendario judío,  “"Maḥberet Sod ha-Ibbur "” ("El secreto de la intercalación")
Tras la Masacre de Granada de 1066, Isaac huyó a Córdoba, donde se hizo amigo de Muhámmad al-Mutámid, quien al ascender al trono de Sevilla en 1069 lo nombró astrónomo y astrólogo de la corte. Con treinta y un años, tres años después de llegar a Sevilla, fue nombrado nazí y en los veinte años que estuvo en el cargo, ayudó a las comunidades judías del reino. La llegada de los almorávides en 1089, supuso una purga de funcionarios judíos en la corte, e Isaac se mudó a Granada, donde estuvo hasta su muerte.